# Попович, Владимир Трофимович
Владимир Трофимович Попович (1920—1978) — советский военный лётчик. Участник Великой Отечественной войны. Герой Советского Союза (1946). Полковник.

## Биография
Владимир Трофимович Попович родился 14 октября 1920 года в селе Сосновка Киевского уезда Киевской губернии Украинской Социалистической Советской Республики (ныне село Макаровского района Киевской области Украины) в крестьянской семье. Украинец. Окончил 7 классов школы и школу фабрично-заводского ученичества. В 1940 году управление Гражданского воздушного флота получило правительственное задание подготовить всего за один год 10000 лётчиков и штурманов для ГВФ и ВВС РККА. В том же году по спецнабору Гражданского воздушного флота В. Т. Попович был призван в ряды Рабоче-крестьянской Красной Армии и направлен в Тамбов во 2-ю школу Гражданского Воздушного Флота СССР имени Петрова. С началом Великой Отечественной войны на базе школы было развёрнуто Тамбовское военное училище лётчиков, которое В. Т. Попович окончил в 1941 году.
В боях с немецко-фашистскими захватчиками старший сержант В. Т. Попович с 12 апреля 1942 года на Южном фронте в должности пилота 714-го ночного легкобомбардировочного авиационного полка 3-й ударной авиационной группы. В годы Великой Отечественной войны воевал на самолёте По-2. Уже к маю 1942 года Владимир Трофимович совершил около сотни ночных боевых вылетов на бомбардировку живой силы и техники врага. С мая 1942 года полк, в котором служил старший сержант Попович, был переброшен на Юго-Западный фронт и участвовал в Харьковской операции. Владимир Тимофеевич бомбил колонну немецких войск в районе села Большая Гомольша и аэродром в Малиновке, а после прорыва немецко-фашистских войск к Дону наносил ночные удары по частям 6-й армии вермахта и вражеским переправам через Чир и Дон.
С июня по сентябрь 1942 года 714-й ночной легкобомбардировочный авиационный полк действовал в составе 272-й ночной бомбардировочной авиационной дивизии 8-й воздушной армии, затем он был передан на Сталинградский фронт (с 28.09.1942 — Донской фронт) и включён в состав 271-й ночной бомбардировочной авиационной дивизии, которая в конце сентября 1942 года была передана из 8-й воздушной армии в 16-ю воздушную. На Сталинградском и Донском фронтах старший сержант В. Т. Попович участвовал в Сталинградской битве. В ноябре 1942 года 714-й ночной легкобомбардировочный авиационный полк был выведен в резерв, а старшего сержанта Поповича перевели в 3-ю авиаэскадрилью 702-го ночного бомбардировочного авиационного полка 271-й ночной бомбардировочной авиационной дивизии. В период контрнаступления советских войск под Сталинградом Владимир Трофимович в тридцатиградусные морозы совершал по 6-12 вылетов за одну ночь на бомбардировку войск противника и его военных объектов. Так, в ночь с 18 на 19 декабря 1942 года он совершил 6 боевых вылетов в район немецкого аэродрома Большая Россошка, уничтожив 3 автомашины с войсками и грузами и огневую точку противника. Ночью 17 января 1943 года им произведено 12 боевых вылетов в районы сёл Конный и Гумрак, во время которых было уничтожено 5 автомашин, 1 огневая точка и в нескольких местах разрушено железнодорожное полотно. Всего за время Сталинградской битвы старший сержант В. Т. Попович произвёл 150 ночных боевых вылетов. 14 раз ему объявлялась благодарность от имени командиров полков и дивизий и дважды — от лица командующего 8-й воздушной армией. Четыре раза Владимир Трофимович приводил повреждённый зенитной артиллерией противника самолёт на свой аэродром. После налёта на вражеский аэродром Большая Россошка в ночь с 19 на 20 декабря 1942 года, во время которого старший сержант Попович уничтожил немецкий транспортный самолёт Ю-52 и создал два очага пожара, на его самолёте механики насчитали до 40 пробоин. За отличие в Сталинградской битве и массовый героизм лётного состава приказом Народного комиссариата обороны СССР № 64 от 8 февраля 1943 года 702-й ночной бомбардировочный авиационный полк был преобразован в 44-й гвардейский.
В феврале 1943 года 16-я воздушная армия была передана на Центральный фронт и сосредоточилась на боевой работе на орловском направлении. В. Т. Попович в марте 1943 года прошёл переаттестацию, получил звание гвардии младшего лейтенанта и был назначен на должность старшего лётчика. Несмотря на возникшую весной 1943 года оперативную паузу, Владимир Трофимович в апреле-июне 1943 года продолжал совершать бомбовые удары по войскам противника, уничтожать склады с боеприпасами и горючим, срывая планы немецкого командования по подготовке летнего наступления на Курской дуге. Во время Курской битвы гвардии младший лейтенант Попович бомбил скопления живой силы и техники врага и объекты его военной инфраструктуры в районах населённых пунктов Подолянь, 1-е Поныри, Ломовец, Закромский Хутор. Кроме того по заданию разведотдела Центрального фронта В. Т. Попович совершил 10 боевых вылетов с посадкой в глубоком тылу противника и 4 вылета на выброску парашютистов.
В период подготовки операции «Багратион» гвардии младший лейтенант В. Т. Попович активно привлекался к полётам за линию фронта с посадкой на партизанские аэродромы. Владимир Трофимович осуществлял доставку в партизанские отряды оружия, боеприпасов, продовольствия и медикаментов, вывозил раненых и больных, перебрасывал в тыл противника разведчиков. Полёты часто совершались в неблагоприятных погодных условиях и в целях экономии места без штурмана. К лету 1944 года В. Т. Попович получил воинское звание лейтенанта и был назначен командиром авиационного звена. В период проведения Белорусской стратегической операции 44-й гвардейский полк действовал в интересах 1-го Белорусского фронта, днём и ночью осуществляя доставку горючего и боеприпасов для 4-го гвардейского кавалерийского корпуса и 65-й армии. Экипажи полка, в том числе и экипаж гвардии лейтенанта Поповича, также привлекались для ведения фоторазведки и бомбардировки позиций немецкой артиллерии. С начала августа 1944 года 271-я ночная бомбардировочная авиационная дивизия осуществляла воздушную поддержку подразделений 8-й гвардейской армии по форсированию реки Вислы, и прочному закреплению плацдарма на её левом берегу. За отличие в операции «Багратион» дивизия была переименована в 9-ю гвардейскую. Во второй половине августа — первой половине сентября 1944 года гвардии лейтенант Попович участвовал в боях за Прагу — правобережное предместье Варшавы, а с 13 сентября 1944 года обеспечивал восставшую Варшаву оружием и боеприпасами, совершив за 9 ночей 31 боевой вылет и сбросив в кварталы, контролируемые повстанцами, 5600 килограммов грузов. Зимой 1945 года В. Т. Попович получил звание старшего лейтенанта и был назначен командиром эскадрильи.
В ходе Висло-Одерской операции из-за плохой погоды ночные бомбардировщики практически не летали. Лётчики полка вновь активизировались в период подготовки Берлинской операции. Они разрушали на западном берегу Одера строения, которые немцы могли превратить в опорные пункты своей обороны, выявляли и уничтожали огневые точки противника, постоянными ночными налётами изматывали вражеских солдат. Всего к марту 1945 года гвардии старший лейтенант В. Т. Попов совершил 887 боевых вылетов на бомбардировку живой силы и техники противника, в ходе которых он по подтверждённым данным разрушил 62 строения, создал 28 крупных очагов пожара, вызвал 9 сильных взрывов, уничтожил 2 немецких самолёта на аэродромах, 36 автомашин с войсками и грузами, подавил огонь 11 огневых точек, взорвал 3 склада с боеприпасами и горючим. Из 887 боевых вылетов 23 вылета Владимир Трофимович совершил в глубокий тыл врага. Кроме того, 96 вылетов он произвёл на разведку немецких войск и не раз предоставлял командованию ценные сведения. Боевой путь В. Т. Попович завершил участием в Берлинской операции, совершив ещё 39 боевых вылетов. Звание Героя Советского Союза было присвоено гвардии старшему лейтенанту Поповичу Владимиру Трофимовичу указом Президиума Верховного Совета СССР от 15 мая 1946 года.
После окончания Великой Отечественной войны В. Т. Попович служил в строевых частях военно-воздушных сил СССР. В 1948 году он окончил Высшие авиационные курсы, а в 1954 году — Центральные лётно-тактические курсы усовершенствования офицерского состава. В запас Владимир Трофимович уволился в 1960 году в звании полковника. Жил в городе-герое Киеве. 22 июля 1978 года В. Т. Попович скончался. Похоронен на Берковецком кладбище города Киева.

## Награды

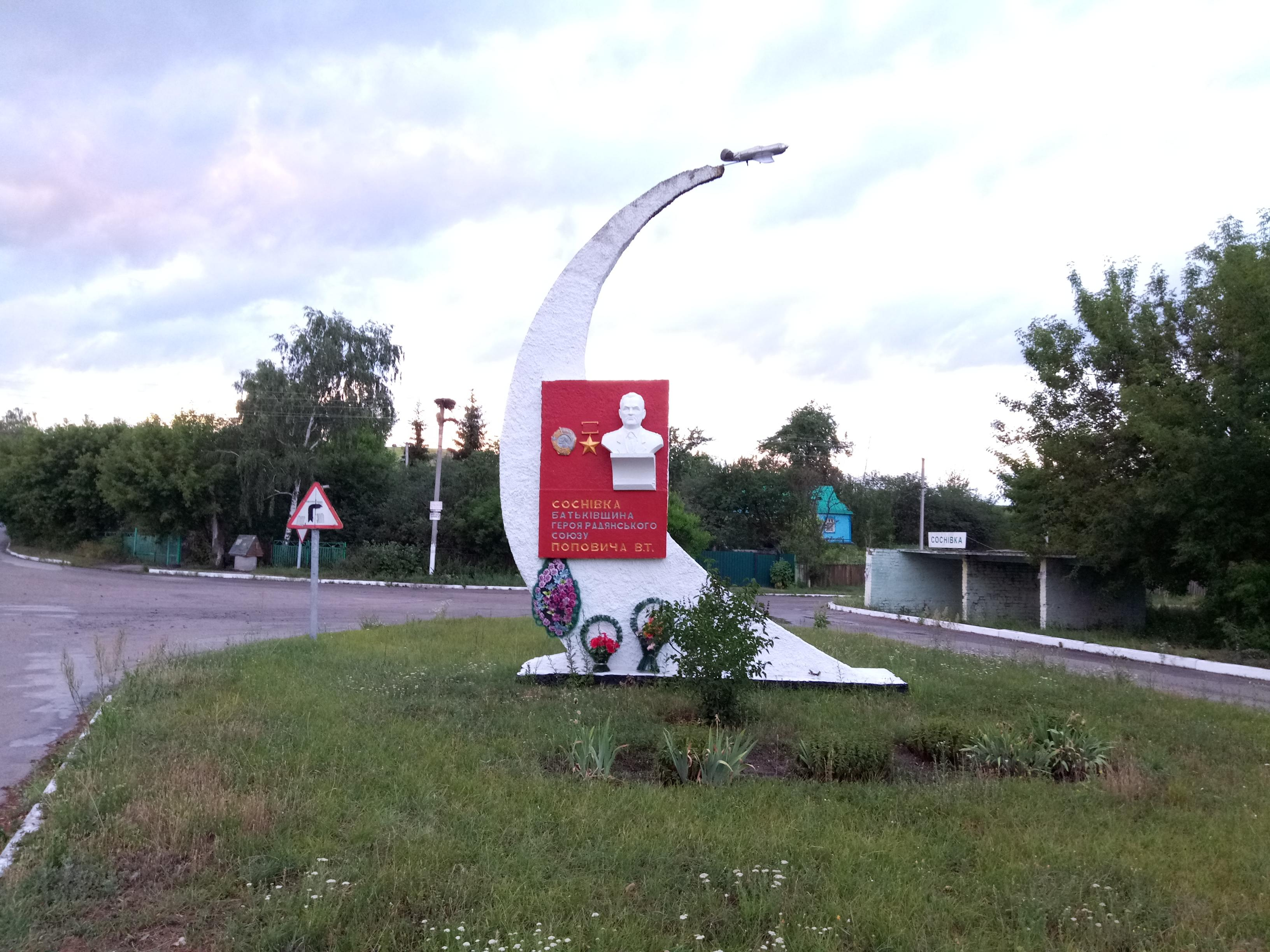
Памятник В. Т. Поповичу в Сосновке

- Медаль «Золотая Звезда» (15.05.1946);
- орден Ленина (15.05.1946);
- два ордена Красного Знамени (05.01.1944; 15.11.1944);
- орден Отечественной войны 2-й степени (16.02.1943);
- три ордена Красной Звезды (03.10.1942; ??; ??);
- медали, в том числе:
  - медаль «За оборону Сталинграда».

## Память
- Памятник Герою Советского Союза В. Т. Поповичу установлен в селе Сосновка Макаровского района Киевской области Украины.

## Документы
- Общедоступный электронный банк документов «Подвиг Народа в Великой Отечественной войне 1941—1945 гг.» Дата обращения: 9 декабря 2012. Архивировано из оригинала 13 марта 2012 года.

Представление к званию Героя Советского Союза. Дата обращения: 9 декабря 2012. Архивировано 17 января 2013 года.
Орден Красного Знамени (наградной лист и приказ о награждении от 05.01.1944). Дата обращения: 9 декабря 2012. Архивировано 17 января 2013 года.
Орден Красного Знамени (наградной лист и приказ о награждении от 15.11.1944). Дата обращения: 9 декабря 2012. Архивировано 17 января 2013 года.
Орден Отечественной войны 2-й степени (наградной лист и приказ о награждении). Дата обращения: 9 декабря 2012. Архивировано 17 января 2013 года.
Орден Красной Звезды (наградной лист и приказ о награждении). Дата обращения: 9 декабря 2012. Архивировано 17 января 2013 года.